# 松尾寺駅
松尾寺駅（まつのおでらえき）は、京都府舞鶴市字吉坂にある、西日本旅客鉄道（JR西日本）小浜線の駅である。

## 概要
金沢支社の管轄する駅としては最西端に位置する駅である。また、金沢支社では唯一京都府内にある駅である。さらに、JR西日本の近畿地方の駅の中で唯一、近畿統括本部に属さない駅でもある。
西隣の東舞鶴駅は6.1 km離れており、小浜線内では駅間距離が最も長い。ちなみに、かつて発売されていた北陸おでかけパスの自由周遊区間は隣の青郷駅までであり、当駅は含まれない。また、ハピラインふくい線内の各駅を発着駅とする連絡運輸の範囲も隣の青郷駅までであり、当駅は含まれない。
西国三十三所第29番札所の松尾寺にちなんだ駅名であるが、寺は山の中腹にあって徒歩で約50分ほどかかる。

## 歴史
- 1922年（大正11年）12月20日：官設鉄道（後に日本国有鉄道）小浜線若狭高浜駅 - 東舞鶴駅間開通と同時に開業[1][2][3]。一般駅[4]。
- 1943年（昭和18年）12月21日：松尾寺 - 火薬廠間の側線が竣工、第三海軍火薬廠鉄道側線として使われる[5]。
- 1959年（昭和34年）4月：朝来側線が日本板硝子舞鶴工場専用線となる。
- 1973年（昭和48年）4月1日：荷物扱い廃止[6]。旅客の取り扱いについては駅員無配置駅となる[7]。
- 1986年（昭和61年）11月：無人駅となる[8]。
- 1987年（昭和62年）4月1日：国鉄分割民営化により、JR西日本と日本貨物鉄道（JR貨物）が継承する[4][9]。
- 1991年（平成3年）4月1日：小浜鉄道部・舞鶴鉄道部の発足により、当駅は福知山支社から金沢支社小浜鉄道部の管轄となる。
- 1997年（平成9年）3月22日：貨物列車の設定が廃止される[4]。
- 1999年（平成11年）4月1日：JR貨物の駅が廃止され、貨物の取り扱いが終了する[9]。
- 2008年（平成20年）
  - 3月31日：駅舎が舞鶴市に無償譲渡される[8]。
  - 11月：舞鶴市が駅舎の改修に着工する[10]。
  - 12月10日：松尾寺駅の旧駅舎を保存利用することを目的としたNPO法人「駅舎と共にいつまでも」が志楽ダイヤモンド会館で設立総会を行う[11]。
  - 12月25日：舞鶴市松尾寺駅前観光交流施設条例が公布される[12]。
- 2009年（平成21年）
  - 4月12日：駅舎が観光交流施設として竣工する。NPO法人「駅舎と共にいつまでも」が指定管理者となる[8][10]。
  - 7月18日：NPO法人「駅舎と共にいつまでも」による初のイベント「夕涼みコンサートin松尾寺駅」が駅前広場で開催される[13] [14]。
- 2018年（平成30年）3月9日：文化審議会文化財分科会が当駅旧本屋を登録有形文化財（建造物）に登録するよう文部科学大臣に答申[15]、官報告示を経て登録有形文化財となる（同年5月10日登録）[16]。
- 2019年（令和元年）11月27日：観光交流施設を再改装しカフェ「サロン・ド・流々亭」が開業[8]。

## 駅構造
敦賀方面に向かって右側に単式ホーム1面1線を持つ地上駅（停留所）。敦賀地域鉄道部が管理する無人駅であり、自動券売機などの営業機器は設置されていない。駅舎からホームへは階段を十数段上がる。かつて日本板硝子舞鶴工場への専用側線があった頃は3〜6番線までの貨物線を有していた。急行「わかさ」が走っていた頃は上下列車の交換が行われていたが、1999年（平成11年）10月2日のダイヤ改正で駅での上下列車の交換がなくなり閉塞区間分割の機能のみになった。その後、小浜線電化工事の際に信号機や分岐器を撤去し棒線駅になった。同時にホームの嵩上げが行われた。トイレは駅舎のカフェ営業時のみ使用可能である（カフェの利用有無にかかわらず利用可能）。
駅舎は、1922年（大正11年）の開業当初からのもので、2008年（平成20年）3月31日にJR西日本から舞鶴市に無償譲渡された。同年11月、舞鶴市は約1,400万円をかけて駅舎を改修し、2009年（平成21年）4月12日に「舞鶴市松尾寺駅前観光交流施設」として竣工した。駅舎は地元や舞鶴工業高等専門学校の関係者でつくるNPO法人「駅舎と共にいつまでも」が指定管理者となった。2018年（平成30年）3月9日、文化審議会文化財分科会が当駅旧本屋を登録有形文化財にするよう文部科学大臣に答申、官報告示を経て登録有形文化財となった。また、駅舎は、登録有形文化財として登録された2018年公開の映画『祈りの幕が下りる時』の撮影にも使用されている。
その後利用の少なかった観光交流施設を再改装しカフェ「サロン・ド・流々亭」がオープンした。駅事務室部分を改装しており、往時の配線図などが掲げられている。

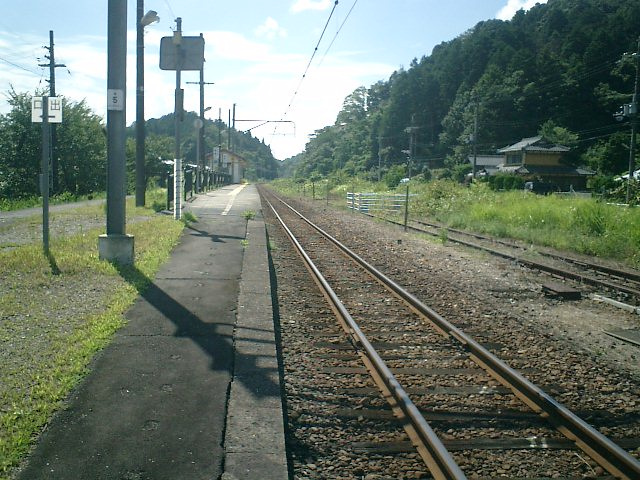
駅構内の様子
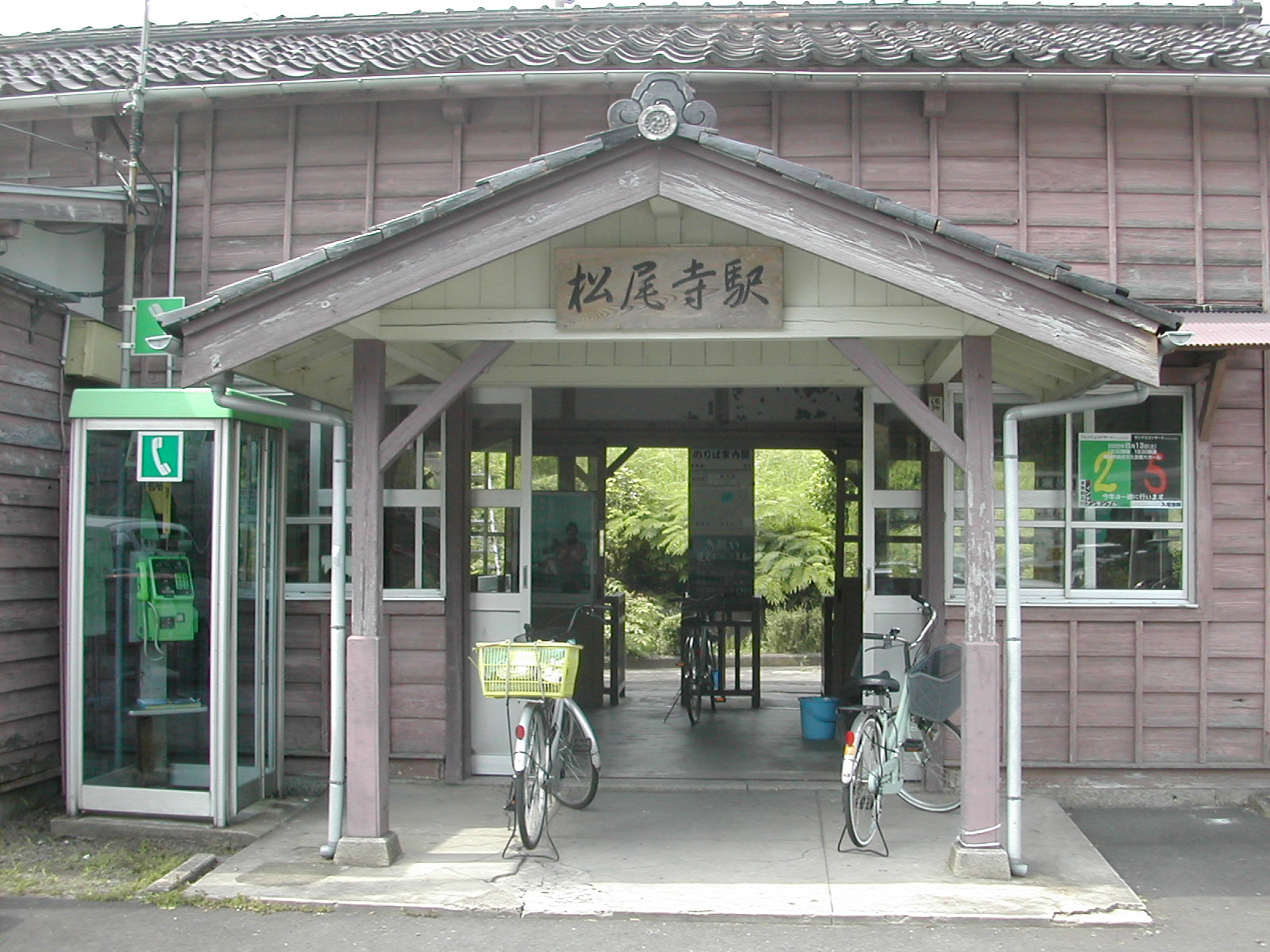
改修前の駅舎（2005年7月）
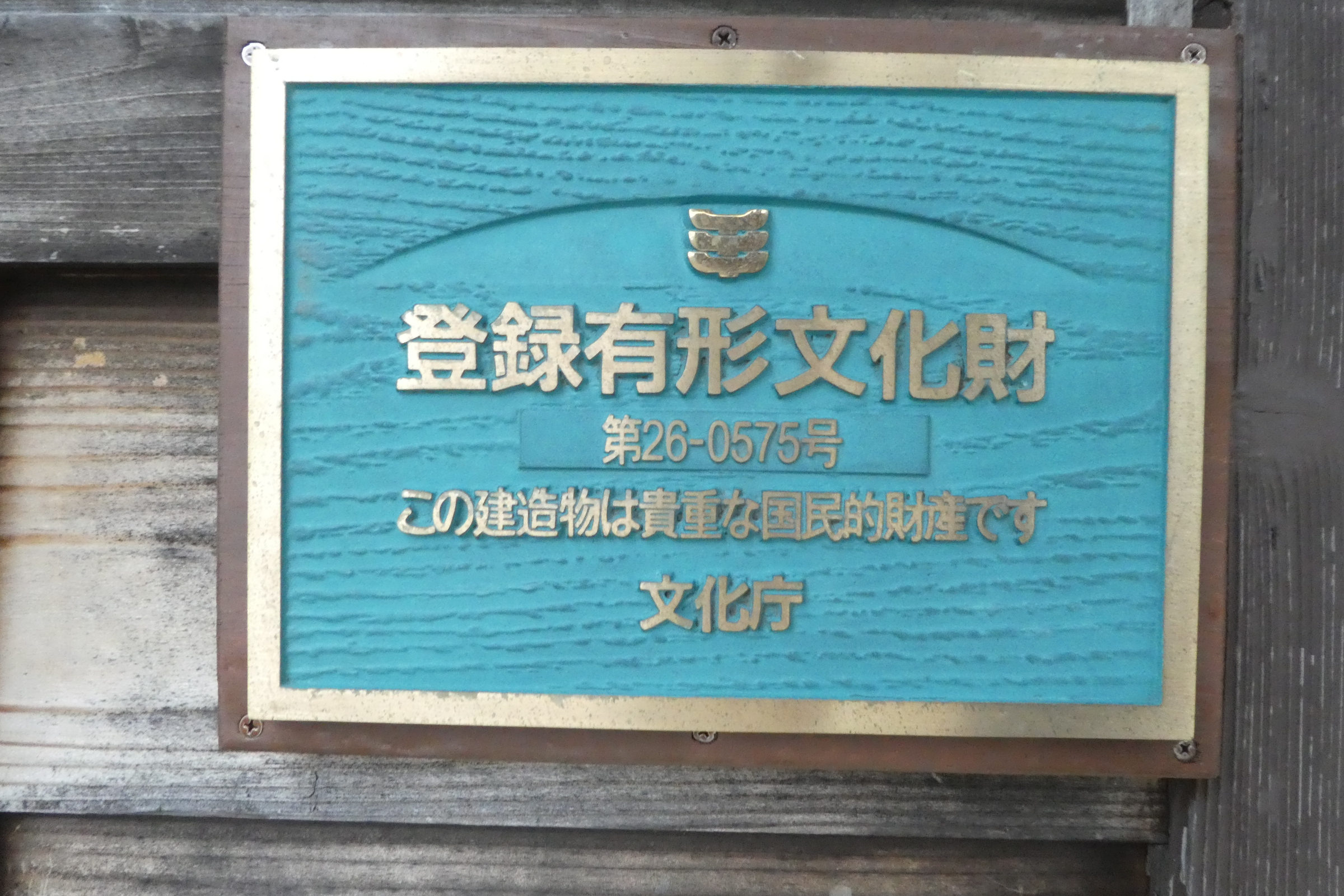
登録有形文化財プレート

## 貨物側線
第二次世界大戦中の1943年（昭和18年）12月21日、第三海軍火薬廠鉄道側線（6.8 km）が火薬廠と松尾寺駅との間に敷設された。この側線は戦後連合軍に接収され、その後、舞鶴市に譲渡された。1959年（昭和34年）4月以降は火薬廠跡の臨海部に誘致された日本板硝子舞鶴工場専用線となり、同工場の製品はこの側線を利用して松尾寺駅から送り出されていた。ピーク時の1968年（昭和43年）の松尾寺駅の貨物取扱量は板ガラスだけでも20万3,000トンに達し、福知山鉄道管理局管内で最大の貨物取扱駅であった。のちに専用線は廃止され、廃線跡は道路または自転車歩行者専用道に転用されている。専用線にあった吉野トンネル (327.2 m) は1996年（平成8年）に改修工事が行われ、1997年（平成9年）に竣工した。

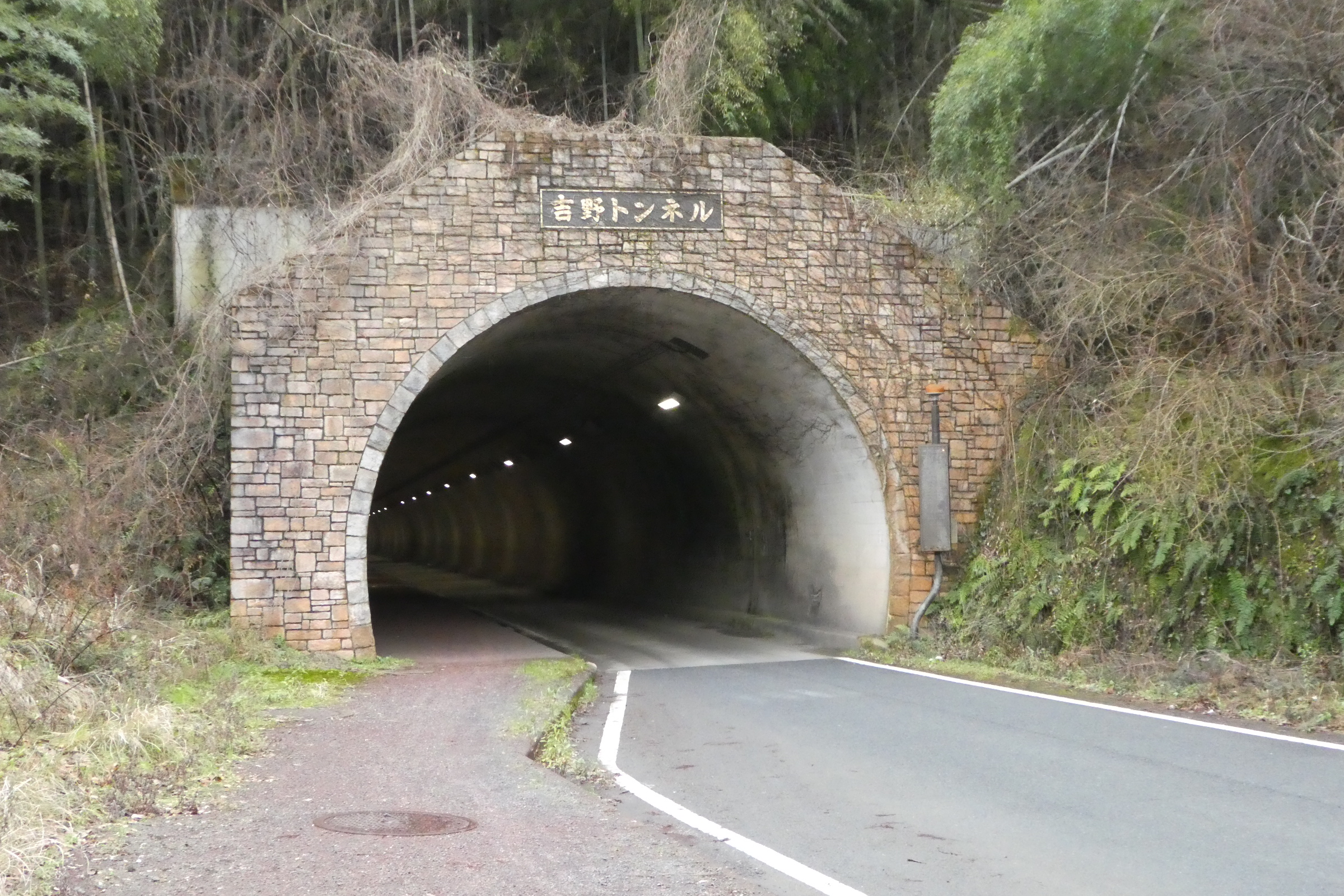
日本板硝子舞鶴工場専用線の吉野トンネル（舞鶴工場側）

## 利用状況
JR西日本の移動等円滑化取組報告書によると、2023年度の1日当たりの利用者数は32人。「京都府統計書」によれば、1日の平均乗車人員は以下の通りである。
| 年度 | 総数 |
| ---- | ---- |
| 1999 | 33   |
| 2000 | 27   |
| 2001 | 41   |
| 2002 | 47   |
| 2003 | 49   |
| 2004 | 38   |
| 2005 | 30   |
| 2006 | 33   |
| 2007 | 30   |
| 2008 | 41   |
| 2009 | 44   |
| 2010 | 41   |
| 2011 | 44   |
| 2012 | 47   |
| 2013 | 47   |
| 2014 | 47   |
| 2015 | 52   |
| 2016 | 47   |
| 2017 | 47   |
| 2018 | 47   |
| 2019 | 33   |
| 2020 | 33   |
| 2021 | 30   |
| 2022 | 27   |

## 駅周辺
山間の集落にあり、駅の北側に岩室稲荷神社がある。駅の南側を志楽川が流れ、それに沿うように国道27号が通る。駅と国道の間は京都府道563号線で結ばれている。
- 青葉山松尾寺 - 西国三十三所第29番札所
- 金剛院
- 稲荷神社[24]
- 青葉山
- 舞鶴工業高等専門学校
- 国道27号
- 京都府道562号金剛院線
- 京都府道563号松尾寺停車場線
- 京都府道564号松尾吉坂線
- 京都交通「松尾寺駅前」停留所
- 志楽川

## 隣の駅
西日本旅客鉄道（JR西日本）
■小浜線
青郷駅 - 松尾寺駅 - 東舞鶴駅